# Franklin Park (Illinois)
Franklin Park é uma aldeia localizada no estado americano de Illinois, no Condado de Cook.

## Demografia
Segundo o censo americano de 2000, a sua população era de 19.434 habitantes.
Em 2006, foi estimada uma população de 18.273, um decréscimo de 1161 (-6.0%).

## Geografia
De acordo com o United States Census Bureau tem uma área de 12,1 km², dos quais 12,1 km² cobertos por terra e 0,0 km² cobertos por água.

## Localidades na vizinhança
O diagrama seguinte representa as localidades num raio de 8 km ao redor de Franklin Park.